# Dłutowo (powiat piski)
Dłutowo (niem. Fischborn, do 1938 r. Dlottowen) – dawna wieś (do 1945 roku), później łąka, a od 2015 r. osada w Polsce, położona na południe od miejscowości Jeże, w województwie warmińsko-mazurskim, w powiecie piskim, w gminie Pisz. W latach 1975–1998 miejscowość należała administracyjnie do województwa suwalskiego. Osada położona na Mazurach, przy granicy z Mazowszem.

## Nazwa
Pod rządami nazistowskimi, 16 lipca 1938 r., w miejsce nazwy Dlottowen wprowadzono nazwę Fischborn. 12 listopada 1946 r. ustalono polską nazwę miejscowości – Dłutowo.

## Historia
Dawna wieś służebna, założona przy południowej granicy Prus z Mazowszem w ramach kolonizacji Wielkiej Puszczy. Dobra służebne zostały nadane w 1435 r. przez komtura bałgijskiego Erazma Fishborna za wiedzą wielkiego mistrza Pawła von Rusdorfa, na prawie chełmińskim, z okresem 10 lat wolnizny od służby zbrojnej i płużnego. Nadane 10 łanów nad rzeką Wincentą otrzymał Mikołaj Karczmarz z obowiązkiem jednej służby lekkozbrojnej. W 1539 osada zamieszkiwana wyłącznie przez ludność polską.
W 1908 r. rozpoczęto budowę linii kolejowej Pisz – Dłutowo. W Dłutowie mieściła się ostatnia przed granicą stacja kolejowa. Jeszcze przed II wojną światową znajdowały się w miejscowości zabudowania gospodarskie, budynki stacyjne oraz cmentarz. Dawniej w Dłutowie znajdował się pomnik dowódcy wojsk rosyjskich – generała Dybicza, zmarłego na cholerę i pochowanego w 1831 roku. Później jego ciało ekshumowano i przewieziono do Rosji.
W 1933 r. w miejscowości mieszkały 123 osoby, a w 1939 r. – 99 osób. We wrześniu 1939 r. w okolicy Dłutowa i Jeży miał miejsce wypad wojsk polskich. W latach 1941–1942 na terenie miejscowości znajdował się obóz radzieckich jeńców wojennych. W ciężkich warunkach (brak baraków, jeńcy kopali sobie ziemianki), ginęli masowo z głodu i chorób. Ciała przewożono na drugą stronę dawnej granicy i chowano w pozostawionych przez Sowietów rowach przeciwczołgowych w Wincencie. W 1963 r. w miejscu obozu postawiono pomnik upamiętniający kilka tysięcy (według różnych źródeł od 2 tys. do 12 tys.) zmarłych jeńców.
Obecnie na terenie osady znajduje się jeden dom. Poza pomnikiem widoczne są ślady posterunku granicznego, cmentarzy i nasypu kolejowego. Teren dawnego obozu, porośnięty lasem, nie daje się obecnie rozpoznać.